# 八幡愚童訓
八幡愚童訓（はちまんぐどうくん）は、鎌倉時代中期・後期に成立したとされている八幡神の霊験・神徳を説いた寺社縁起である。
「愚童訓」とは八幡神の神徳を「童蒙にも理解出来るように説いた」の意味である。諸本に書かれた書名によって『八幡大菩薩愚童訓』および『八幡愚童記』などともいい、江戸時代初期に作成されたものの表題に附された訓に基づいて「はちまんぐどうきん」とも呼ばれる。
元寇（文永の役、弘安の役）についての記録としても有名で、特に対馬・壱岐入寇について記された史料は他にないとされる。

## 作者
著者は不明であるが、石清水八幡宮の社僧・祠官の作と考えられている。

## 甲種・乙種
本書は同系統ながら内容にやや差異のある2種に大別されており、分類上、甲種・乙種と呼ばれる。
成立年代については、甲種は延慶元年から文保2年以前（1308年 - 1318年）と考えられ、乙種は正安年間（1299年 - 1302年）頃の成立という。

### 甲種本の一類・二類
また、特に甲種本は一類・二類に分類される。
一類は前文が具体的な内容になっており、文永の役についてもモンゴル・高麗連合軍による対馬・壱岐の侵攻が明記されている。
一方、二類は前文が抽象的であり、対馬・壱岐の侵攻についての記載が殆どない。

## 構成
甲乙ともに上下二巻本で構成されるが、元来は一本であったとも考えられる。
万治3年（1660年）書写のいわゆる柳原旧蔵本は下巻を欠いているが上巻と中巻があり、三巻本が存在したとも言われている。

## 内容
上述のように、甲乙本ではそれぞれ内容に差異があるが、以下はその概観を述べる。

### 甲種本
上下二巻。甲種本は、史上の異敵とその降伏（こうぶく）に関する事蹟が述べられ、上巻においては神功皇后のいわゆる「三韓征伐」、皇后の皇子であり八幡大菩薩とされる応神天皇の事蹟、文永の役における蒙古軍の襲来、対馬・壱岐への侵攻、九州上陸と九州御家人勢との戦闘の状況、箱崎八幡宮（筥崎八幡宮）の焼亡などが記される。
下巻は弘安の役における思円上人・叡尊の修法、蒙古退却の奇瑞などを記述する。
甲種本の特徴としては、文永の役におけるモンゴル・高麗連合軍である蒙古軍の対馬・壱岐侵攻に関する史料となっている点である。また、箱崎八幡による奇瑞や神威の顕現によって度々蒙古軍が撃退されたことが述べられている。さらに、叡尊の祈祷による霊験の成果が強調されており、本書の成立に社寺の祈祷に対する朝廷からの恩賞問題が関わっていた可能性が指摘されている。元寇当時、日本各地の社寺では敵国調伏の祈禱が行われており、蒙古軍が去った後、「我々の祈祷のおかげで蒙古軍はさんざんに打ち負かされた」と朝廷に訴えて武士以上の恩賞を得ようと運動していた。八幡愚童訓も、元寇における八幡神の活躍を宣伝した布教用文書とみられる。（群書類従 第一輯 神祇部 巻十三　収録）

### 乙種本
上下二巻。乙種本は、八幡大菩薩の霊験・神徳について14章にわたって述べ、阿弥陀信仰との習合を説いた教義書的性格を持つ。
序にはじまり、垂迹、名号、遷坐、御躰、本地、王位、氏人、慈悲、放生会、受戒、正直、不浄、仏法、後世の十四章からなり、各項目にわたり広大無辺なる八幡大菩薩の神徳霊験が述べられている。（続群書類従 第二輯 神祇部 巻三十）

## 刊行本
- 「神祇部（中）　八幡愚童訓（はちまんぐどうきん）」『群書改題』第一 中、3-9頁、續群書類從完成會、1962年3月。
- 萩原龍夫 校注「八幡愚童訓 甲」『寺社縁起』（日本思想大系20）岩波書店、1975年。
- 萩原龍夫 校注「八幡愚童訓 乙」『寺社縁起』（日本思想大系20）岩波書店、1975年。
- 「八幡愚童記」『海部氏系圖・八幡愚童記・新撰龜相記・高橋氏文・天書・神別記』（神道大系, 古典編 13）、 神道大系編纂会、1992年。
- 小野尚志『八幡愚童訓諸本研究 : 論考と資料』三弥井書店, 2001年9月.
- 群書類従 第一輯 神祇部 巻十三　収録
- 続群書類従 第二輯 神祇部 巻三十 収録

## 諸本研究と記載の異同
八幡愚童訓には写本が多数あり、内容も各本で異同がある。
以下、元寇に関する九州での御家人に関する記述についての異同事例を述べる。
菊大路本（鎌倉時代末期）
「九国ニハ少弐・大友ヲ始トシテ、菊池・原田・松浦・小玉党以下、神社仏寺ノ司マデ、我モゝゝト馳集ル。大将ト覚敷（おぼしき）者ダニモ十万二千余騎、都合ノ数ハ何千万騎ト云事ヲ不知。」（「八幡愚童訓 甲」。
東大寺上生院本（文明12年）
「九國ニハ、少貳・多友、紀伊ノ一族・ウスキ・ヘツキ・松浦黨・菊池・原田・兒玉黨已下、神社佛寺之司マテ、我モゝゝト馳集リキ、十万二千余騎ト云フ、都合ノ數ハ、イクラ、何千万騎ト云事ヲ不知、」
文明本（『八幡大菩薩愚童記　下』　愛媛県八幡浜市八幡神社蔵本、文明15年）
「九国ニハ少弐大友（トモ）ヲ始トシテウスキ（臼杵）戸次松浦党菊池原田小玉党以下神社仏寺ノ司マテ我モゝゝト馳集マル。大将トヲホシキ者タニ 十万二千余騎都合数ハ何千万騎ト云事ヲ不知。」
筑紫本（『八幡大菩薩愚童訓』福岡県箱崎八幡筑紫家蔵　室町時代中期ないし初期?）
「九國ニ馳集軍丘（ママ）誰々ソ少貳大友菊池原田紀伊一類臼木戸次松浦黨兒玉黨以下神社佛寺之司及モ我モ々ト打立ケル大将軍一万二千余騎都合其勢十万騎ト云ヘ共[米+攵]ヲ不知」
橘守部旧蔵『八幡蒙古ノ記』
「此九國にては、かねて攻来へしと思ひし事なりけれは、来ぬときより、馳参る軍兵は、太宰小貳、大友、紀伊一類、臼杵、戸澤、松浦黨、菊池、原田、大矢野、兒玉、竹崎已下、神社佛寺の司等に至まて、我もゝゝと、はせあつまりたれは、たとひ異敵十萬に及ふとも、何ほとの事かあらんとて、いさましく見えにけり」とあり、「十万」云々は武士勢のことではなく来襲してくるであろう蒙古勢のことになっている。

## 評価
八幡愚童訓によれば、日本の武士はモンゴル軍に対して完敗を喫したとされる。文永の役では武士たちは戦いのしきたり通り、敵に向かって名乗りを上げながら一騎ずつ進み出て一騎打ちをしようとしたが、モンゴル兵に爆笑され打ち負かされたという。武力も尽き果て、日本側はもう終わりかと思われたが、夜間に筥崎八幡宮から現れた30人ばかりの白衣の者が蒙古軍の船団に向けて矢を放った。大混乱に陥った蒙古軍は、炎上する筥崎の街の火が海に映るのを見て「海が燃えている」と驚き、我先に逃げ出したため、翌朝には大船団は一隻残らず消えていたという。
超自然的な内容だけでなく地理的にも不正確な記述が多く、明治後期から昭和前期にかけて活動した考古学者の中山平次郎は「八幡愚童訓は実録にあらず」とこの史料をこき下ろしている。しかし、文永の役を詳述した日本側の史料はほぼ八幡愚童訓だけであったために学界でも長らく活用されていた。
八幡愚童訓は基本的には八幡神の大活躍と霊験あらたかさを宣伝するための文書であり、そのために鎌倉武士の無能さや損害を不自然なまでに強調している。元寇における「一騎打ち」を描いた史料は八幡愚童訓しか存在しない。『元史』『高麗史』や武士たちが幕府に手柄を申請した諸文書などでは、海岸線での集団同士のぶつかり合いによる混戦が描かれているほか、兵力の劣る日本側が夜襲やゲリラ戦で蒙古軍を執拗に攻撃したことが書かれており、一騎打ちのようなのどかな話は出てこない。
一夜にして蒙古軍が撤退した描写が、『元史』『高麗史』や京都の貴族たちの日記などにある蒙古軍が大嵐に遭ったという描写と部分的に合致するとみなされて、「文永の役では蒙古軍は大嵐に襲われ、わずか一日限りで撤退した」という神風史観に結び付いてゆくものの、『元史』『高麗史』では嵐が日本滞在中の出来事か撤退中の出来事かがはっきりせず、嵐と撤退には直接の関連がない。蒙古軍の撤退は、日本側の抵抗により戦争目的が達成できなかったこと、嵐の多い季節に入ったため物資の補給ができなくなることなどが原因とみられる。大嵐は退却のための大義名分と考えられる。